# Страх перед сценою
«Страх перед сценою» (англ. Stage Fright) — кінофільм Альфреда Гічкока, знятий у 1950 році.

## У ролях
- Марлен Дітріх
- Джейн Вайман
- Річард Тодд
- Патриція Гічкок